# Eloeophila bipartita
Eloeophila bipartita là một loài ruồi trong họ Limoniidae. Chúng phân bố ở miền Cổ bắc.